# Снијежница (планина)
Снијежница Конавоска или  'дубровачка Снијежница'  је најјужнији горски гребен Динарског горја у Хрватској. Горски гребен садашње Снијежнице повише античког града Епидаура (Цавтата) је био у оно време познат под именом Mons Cadmeus. Са највишег врха Снијежнице пружа се поглед на Конавоско поље, аеродром у Чилипима, Елафите, Мљет, Корчулу, Ластово и полуострво Пељешац, на босанске и херцеговачке високе планине Чврсницу, Прењ, Вележ, Зеленгору и друге, па на црногорске планине Дурмитор, Орјен, Субру и Ловћен те на југоисток до Комова и Проклетија.

## Географски положај
Снијежница се налази на самом југу Хрватске у Конавлима изнад места Куна Конавоска. Из Куне према врху води леп и добро очуван утабани пут из времена Аустроугарске. Постоји и краћи пут које на неколико места сече каравански пут. 
То је западни огранак високог Орјена (1894 м) који се пружа смером северозапад-југоисток у дужини до 52 км, између Дубровачког приморја и Поповог поља у залеђу Херцеговине. 
Западна граница према нижем горју Жаба (953 м) код ушћа Неретве је дубока удолина Орахов До - Равно изнад Сланог, а јасна источна граница према вишем масиву Орјена је седло Јаблан До - Граб (839 м) изнад Конавала на дубровачко-херцеговачко-црногорској тромеђи. 
Средњи и западни огранак тог горја изнад Дубровника дуж херцеговачке границе је нижи таласасти гребен са десетак врхова између 800-900м висине. Највиши врхунци горског гребена Снијежнице се уздижу на југоистоку изнад Конавала: главни врх Свети Илија, 1234 м изнад Куне Конавоске, а источније су још Вељи врх 1156 м, Космаћ 1046 ми најисточнији Штедар 1165 м уз херцеговачку границу. 
Југоисточно од саме Снијежнице, изнад Конавала дуж црногорске границе је посебни брдски гребен Бјелотина са највишим врхом Катуница (1125 м) што је већ југозападни огранак вишег Орјена у залеђу. Део тих подручја Снијежнице и Бјелотине је још увек миниран и опасан. 

## Флора
Падине Снијежнице покривене се ретким медитеранским лековитим биљем и растињем, пелином, вријеском, грабом (Ostrya carpinifolia), смријеком и макијом. На Снијежници расте и мистериозна биљка мандрагора, чији се корен вековима повезује са магичним и лековитим карактеристикама. 
Ниже приморске падине на југу прекривају тврдолисне макије у мозаику са боровим шумама које су од недавног рата до данас више пута страдале у серији пожара. У горским пониквама и кланцима су мање шумице балканског јавора глухача (Acer obtusatum). Око највиших источних врхова Снијежнице има и високих шума храста сладуна (Quercus farnetto) које су такође делом изгореле, а на најисточнијем врху Штедар је у Хрватској једино налазиште малобројног бора муњика (Pinus heldreichii). 

## Врхови Снијежнице
Највиши врх Снијежнице је Илијин врх, а налази се на 1234 метра висине. 
Остали врхови су: 
- Вељи врх 1156 м,
- Космаћ 1046 м,
- Штедар 1165 м